# Ashley Hugill
Ashley Hugill (* 28. September 1994) ist ein englischer Snookerspieler aus Yorkshire im Norden Englands. 2017 qualifizierte er sich erstmals für die World Snooker Tour der Profis, der er sechs Jahre angehörte.

## Karriere

### Erste Anläufe auf das Profisnooker
Ashley Hugill stammt aus der Ortschaft Melbourne östlich von York und ging in Pocklington zur Schule. Er begann mit Poolbillard und wechselte dann zum Snooker. Zu seinem 11. Geburtstag bekam er Snookerunterricht geschenkt. Er trainierte zuerst in York und später mehrmals wöchentlich an der Snooker Academy in Sheffield, wo er auch gegen Profis wie Ronnie O’Sullivan und Ding Junhui antreten konnte. Aber erst mit 19 Jahren nahm er erstmals an den für Amateure offenen Profiturnieren der Players Tour Championship (PTC) in England teil und bewarb sich am Ende der Saison 2013/14 auch in der Q School, verlor aber jeweils seine Auftaktmatches.
Im Jahr darauf spielte er die komplette Eurotour der PTC und erreichte bei den Bulgarian Open 2014 das Hauptturnier. In der Q School 2015 scheiterte er erst im Gruppenhalbfinale an Chen Zhe. Durch seine Platzierung in der Q School Order of Merit gehörte er aber zu den Spielern, die freie Plätze in der Qualifikation für die Profiturniere der Saison 2015/16 besetzen durften. Bei den Australian Open besiegte er Zhang Yong und beim German Masters gelang ihm ein 5:1-Sieg über den Weltranglistendritten Neil Robertson. Danach verpasste er aber jeweils den Einzug ins Hauptturnier. Der gelang ihm dagegen in allen 6 europäischen PTC-Turnieren. Damit qualifizierte er sich auch für die EBSA Amateur Play Offs, wo er aber im Halbfinale ausschied. Auch bei der anschließenden Q School war spätestens im Viertelfinale Schluss.

### Amateur- und Profijahre ab 2016
Immerhin reichte es erneut für die Order of Merit, wodurch er auch nach dem Wegfall der Players Tour Championship als Ersatzspieler auf der Main Tour vertreten war. Sein bestes Ergebnis in der Saison 2016/17 war das Erreichen der Runde der letzten 32 beim Snooker Shoot-Out. Im Mai 2017 trat er dann zum vierten Mal in der Q School an und gleich beim ersten Turnier gelang ihm der Einzug ins Gruppenfinale. Dort besiegte er William Lemons und sicherte sich damit für zwei Jahre die Zugehörigkeit zur Main Tour als Snookerprofi.
In der Saison 2017/18 hatte Hugill seinen ersten Erfolg, als er mit einem Sieg über Mitchell Mann in der Qualifikation für die Indian Open erstmals in die Hauptrunde eines reinen Profiturniers einzog. Bei den Scottish Open erreichte er das Achtelfinale, wo er u. a. Allister Carter mit 4:3 schlug. Im Achtelfinale unterlag er John Higgins mit 0:4. Beim Shoot-Out kam er unter die letzten 32 und dreimal erreichte er noch Runde 2, bei allen übrigen Turnieren verlor er sein Auftaktmatch. Im zweiten Jahr konnte er sich nicht steigern und kam nie über die zweite Runde hinaus. Darum musste er zum Ende der Saison 2018/19 die Profitour wieder verlassen.
In der Q School 2019 hatte Hugill die Chance auf die sofortige Rückkehr, doch durch ein 3:4 gegen Lukas Kleckers, das im Decider auf Schwarz entschieden wurde, verpasste er das entscheidende Qualifikationsspiel. In den anderen beiden Turnieren war er chancenlos. Damit blieben ihm im Jahr darauf nur die Gibraltar Open als für Amateure offenes Profiturnier. Nach vier Qualifikationsspielen gewann er dort drei Partien gegen Profispieler und kam bis ins Achtelfinale. Während der Saison spielte er in der Challenge Tour 2019/20 der Amateure und wurde souverän Sieger der Tourwertung, nachdem er 2 der 10 Turniere gewonnen und ein weiteres Mal das Finale erreicht hatte. Das alleine hätte ihm schon zu zwei weiteren Profijahren verholfen, er trat aber auch bei den WSF Open an und sicherte sich mit einem 5:3-Finalsieg über Iulian Boiko die Teilnahme an den Saisons 2020/21 und 2021/22 der Profis.
Der zweite Anlauf als Profi begann mit einem Fehlstart und Niederlagen bei den ersten 5 Turnieren. Bei den Scottish Open gewann er im Dezember sein erstes Match. Auch 3 Siege in den 7 Gruppenspielen der WST Pro Series brachten nicht die Wende und bis zum Saisonende gewann er nur noch ein weiteres Spiel. Auch die zweite Saison war von frühen Niederlagen geprägt, doch diesmal gelangen Hugill einzelne Erfolge. Direkt zu Beginn erreichte er die Halbfinal-Gruppenphase der Championship League und später dann das Achtelfinale des European Masters. Schließlich gelang ihm mit der prestigeträchtigen Qualifikation für die Hauptrunde der Snookerweltmeisterschaft noch einer der größten Erfolge seine Karriere. Am Saisonende belegte er zwar mit Platz 70 die höchste Platzierung seiner Karriere, die aber nicht für eine direkte Qualifikation ausreichte. Dank der guten Ergebnisse führte aber Hugill die Ein-Jahres-Weltrangliste der nicht für die nächste Saison qualifizierten Spieler an, was seine Profikarriere um zwei weitere Spielzeiten verlängerte. [veraltet]

## Erfolge
- York Masters 2015[6]
- WSF Open 2020
- Event 4 und 9 der Challenge Tour 2019/20